# ニジェールの国旗
ニジェールの国旗（Flag of Niger）は、オレンジ・白・緑の水平三色旗である。フランス領西アフリカからニジェールが独立するのは1960年だが、既に1958年より自治国としてニジェール共和国の枠組みは成立していた。自治国成立の翌年、そして独立前年である1959年に、この国旗は制定された。独立後の歴代憲法もこの旗を引き続き国旗として定めている。
オレンジはサハラ砂漠の北部、白は純潔、緑は希望と肥沃な南部を示している。中央の円は太陽を表す。インドの国旗もよく似たデザインだが、特に関係はないと考えられる。コートジボワールの国旗も同じ色を使用している。

## 縦横の比率
国旗の縦横の比率は伝統的に6:7という珍しい比率が使用されるが、その由来は不明である。また、法的には比率は規定されておらず、政府発行の印刷物でも、以下のような異なる比率の国旗が表示されていることがある。

- 縦横比=2:3
- 縦横比=3:5
- 縦横比=1:2

## 類似の意匠

アイルランドの国旗
イタリアの国旗
イランの国旗
インドの国旗
クルディスタンの旗
コートジボワールの国旗
タジキスタンの国旗
ドイツノルトライン＝ヴェストファーレン州の旗
ハンガリーの国旗
ブルガリアの国旗
メキシコの国旗